# Johnny Got His Gun (film)
Johnny Got His Gun is een anti-oorlogsfilm uit 1971 geregisseerd door Dalton Trumbo. Het verhaal is gebaseerd op het gelijknamige boek van Trumbo. Bij het verschijnen was de film geen succes. Toen de Amerikaanse metalband Metallica in 1989 de single One uitbracht waarbij beelden uit deze film werden gebruikt, verkreeg de film een cultstatus. Metallica kocht de rechten van de film op omdat ze geen royalty's wilden betalen. Ook brachten ze de film uit op dvd op 28 april 2009..

## Verhaal
Joe Bonham (Timothy Bottoms) is op de laatste dag van de Eerste Wereldoorlog geraakt door een granaat en ligt daarom in het ziekenhuis. Zijn armen en benen zijn geamputeerd en daarnaast heeft hij zijn ogen, oren, neus en mond verloren. Hij kan echter nog steeds helder nadenken en wil dan ook liever dood dan zo door te leven.
Aan het einde van de film probeert Joe met de dokters te communiceren door middel van morse. Hij vraagt of ze hem kunnen laten sterven, maar dit wordt geweigerd.
Uiteindelijk probeert de verpleegkundige hem te euthanaseren, maar haar baas verhindert dit. Daardoor zal Joe verder moeten leven als een gevangene in zijn eigen lichaam.

## Rolverdeling
| Acteur            | Personage          |
| ----------------- | ------------------ |
| Timothy Bottoms   | Joe Bonham         |
| Kathy Fields      | Kareen             |
| Jason Robards     | Joe's vader        |
| Marsha Hunt       | Joe's moeder       |
| Donald Sutherland | Christus           |
| Diane Varsi       | Verpleegkundige #4 |
| Don 'Red' Barry   | Jody Simmons       |
| Charles McGraw    | Mike Burkeman      |
| Sandy Brown Wyeth | Lucky              |
| Craig Bovia       | Jongen             |
| Eric Christmas    | Korporaal Timlon   |
| Eduard Franz      | Generaal Tillery   |
| Maurice Dallimore | Britse kolonel     |
| Robert Easton     | Dokter #3          |
| Larry Fleischman  | Russ               |
| Kerry MacLane     | Joe 10 jr.         |